# Mel Blyth
Mel Blyth (* 28. Juli 1944; † 11. Januar 2024) war ein englischer Fußballspieler.

## Sportlicher Werdegang
Blyth entstammte der Jugend von Norwich City, kam dort im Erwachsenenbereich jedoch nicht über die Reservemannschaft hinaus. Als der vorherige Norwich-City-Trainer Ron Ashman im Herbst 1967 beim in der Third Division im Abstiegskampf befindlichen Scunthorpe United das Traineramt übernahm, holte er einige Spieler aus der Reserve und Jugend des Ex-Klubs inklusive Blyth. Zwar verpasste der Klub am Ende der Spielzeit den Klassenerhalt, Blyth hatte sich jedoch als Profi-tauglich erwiesen. Daraufhin wechselte er im Sommer 1968 zu Crystal Palace in die Second Division. Hier war der Abwehrspieler auf Anhieb Stammspieler in der Mannschaft, die in die First Division aufstieg und deren erster Erstligatorschütze er werden sollte. Im September 1972 machte er negative Schlagzeilen, als er den schottischen Nationalspieler Tony Green bei einem Tackling derart am Knie verletzte, dass dieser kurz vor seinem 26. Geburtstag seine Karriere beenden musste. Am Ende der Spielzeit stieg er mit dem Klub in die zweite Liga ab, wo die Mannschaft ebenfalls den Klassenerhalt verpasste
Im Herbst 1974 wechselte Blyth zum FC Southampton, mit dem er den FA Cup 1975/76 gewann. Später verlor er jedoch seinen Stammplatz und wurde daher 1977 an seinen Ex-Klub Crystal Palace verliehen, bei dem Terry Venables einen Ersatz für den längerfristig ausfallenden Ian Evans benötigte. Im Frühjahr 1978 wechselte er zu Cape Town City nach Südafrika, kam aber im Sommer wieder nach England zurück und schloss sich dem FC Margate im Non-League Football an. Im November des Jahres kehrte er in den Profifußball zurück, wo er für den Zweitligisten FC Millwall auflief. Zwischenzeitlich in die Drittklassigkeit abgestiegen, versuchte er sich ab 1981 noch einmal international und spielte zunächst in den USA für Houston Hurricane und anschließend in Hongkong für Bulova SA. Beim FC Andover beendete er 1982 seine Laufbahn im Non-League Football.